# Żeby było miło
Żeby było miło – studyjny album krakowskiego rapera Bolca (Grzegorza Borka). Płyta została wydana w 1997 roku nakładem wytwórni EMI Music Poland. Zawiera 14 premierowych utworów i remiks piosenki „Żeby było miło”.
Na ścieżce dźwiękowej do filmu Poniedziałek (1998) w reżyserii Witolda Adamka pojawiły się utwory „Szopka”, „Bujam się” oraz „Żeby było miło”. Utwór „Żeby było miło” pojawił się także na ścieżce dźwiękowej do filmu Wtorek (2002) w reżyserii Witolda Adamka oraz U Pana Boga za miedzą (2009) w reżyserii Jacka Bromskiego.
W 1997 roku album uzyskał nominację do nagrody polskiego przemysłu fonograficznego Fryderyka w kategorii „najlepszy album rap/hip-hop”.
Pochodzący z albumu utwór pt. „Szopka” znalazł się na 105. miejscu listy „120 najważniejszych polskich utworów hip-hopowych” według serwisu T-Mobile Music.

## Lista utworów
Opracowano na podstawie źródła.
1. „Żeby było miło” (scratche: DJ Krime)
2. „Branża” (gościnnie: Joanna Buszko)
3. „Szopka” (scratche: DJ Krime)
4. „Olej całą resztę” (scratche: DJ Krime)
5. „Tak musi być”
6. „Dym”
7. „Lolita intro”
8. „Lolita” (scratche: DJ Krime)
9. „Wolność słowa”
10. „Bujam się”
11. „Czas” (scratche: DJ Krime)
12. „Gruda”[A]
13. „Nie sen”
14. „Żeby było miło (Remix)”
15. „Ziemia”

Notatki
- A^ Z wykorzystaniem sampli pochodzących z piosenki „Quit It by” w wykonaniu Miriam Makeby[8].